# 拿骚堡 (诺斯河)
拿骚堡（Fort Nassau）是1614年荷兰在美国哈得孙河一座岛屿上建造的一处堡垒，后来发展为今天的奥尔巴尼。因为堡垒在夏季一直受到洪水的侵扰，荷兰在1617年或1618年将其废弃。1624年，荷兰在哈得孙河上游建造了一个新的堡垒，称为奥兰治堡。
拿骚堡所在岛如今与陆地相连，其中一部分已随奥尔巴尼港的建成而沉入河底。